# Tom Clancy's Ghost Recon Advanced Warfighter 2
Tom Clancy's Ghost Recon Advanced Warfighter 2 es la secuela de Tom Clancy's Ghost Recon Advanced Warfighter. Es el quinto episodio de la serie de videojuegos Ghost Recon, publicado por Ubisoft.

## Tom Clancy’s Ghost Recon Advanced Warfighter 2
Es la continuación de los acontecimientos ocurridos en el primer juego y coloca al jugador al mando de una unidad de élite de combate del ejército de los EE. UU., los Ghosts. En el año 2013, el conflicto provocado por el levantamiento entre el gobierno de México y las fuerzas rebeldes insurrectas, han provocado en este país una guerra civil a gran escala. Bajo comando del capitán Scott Mitchell, los Ghosts son llamados para hacer frente a una amenaza inminente contra los Estados Unidos. El destino de dos países ahora esta en las manos de los Ghosts mientras repelen un ataque contra suelo de los EE. UU. Equipados con el mejor y último armamento en tecnología de punta, los Ghosts deben luchar en ambos lados de la frontera para neutralizar la amenaza rebelde que va en aumento. Ghost Recon es catalogado como uno de los mejores juegos de guerra hoy en día e incluyendo uno de los más conocidos.

## Nuevas características
Experiencia visual innovadora: La zona de guerra en Tom Clancy’s Ghost Recon Advanced Warfighter 2 cobra vida mientras avanzas por las calles escombradas y ves a los enemigos entre las estructuras derruidas. Los sistemas de física y partículas te mostrarán algunas de las explosiones, humo y destrucción más intensos y más realistas nunca vistos en un juego. La iluminación dinámica y las sombras ofrecerán transiciones día-noche en tiempo real, oscureciendo o amaneciendo progresivamente, y un sistema de tiempo climático en constante cambio te obligaran a adaptarte a las nuevas condiciones sobre la marcha.
Campos de batalla completamente nuevos: Por primera vez, los Ghosts defenderán el suelo de los EE. UU. de un ataque fronterizo, llevando la lucha a localizaciones completamente nuevas. Los Ghosts lucharán contra enemigos en los terrenos de montaña, desiertos estériles y también en su propio territorio en El Paso, Texas. Cada ambiente presenta sus propias ventajas y desafíos y provocara aproximaciones tácticas nuevas.
Inteligencia artificial sumamente mejorada (AI): recuerda como los rebeldes enviaban sus tropas para flanquear tu posición o para ganar posiciones ventajosas utilizando el gameplay vertical para cogerte desprevenido desde los tejados. La IA mejorada de los compañeros de escuadra ahora te proporcionara más información de la que necesitas con comandos descriptivos como el «enemigo descubierto detrás del camión rojo de delante».
Cross-COM mejorado: El nuevo y revolucionario Cross-COM 2.0 dará al jugador más información que nunca antes. Podrás ver que lo que tus fuerzas amigas ven en la pantalla superior izquierda y el tecleando ampliaras esa visión a pantalla completa para conseguir una perspectiva más clara y precisa. Esto te dará una visión más comprensiva del campo de batalla entero. El nuevo comando de visión completa permitirá una precisión sin precedentes en el desarrollo y ejecución de los planes tácticos dentro del campo de batalla.
Apoyo ampliado: Ordenar mortales incursiones aéreas con los jets de combate, proporcionaran una cobertura móvil para situaciones que de otra manera serían infranqueables. También podrás rearmarte y amunicionarte en el campo de batalla usando una MULA no artillada sin tripulación. Los jugadores podrán ahora curar a su equipo en el campo de batalla, incluyendo el líder de la escuadra Scott Mitchell, con un tipo de soldado médico completamente nuevo.

## Recepción
Las revisiones del juego fueron favorables al momento del lanzamiento, aunque la versión de Windows del juego obtuvo puntajes más bajos que las versiones de la consola. GameRankings y Metacritic le dieron un puntaje de 86.59% y 84 de 100 para la versión de PlayStation 3; 86.46% y 86 de 100 para la versión de Xbox 360; 77.15% y 76 de 100 para la versión de PC; y 62.38% y 61 de 100 para la versión de PSP.
Desde el 26 de abril de 2007, Ghost Recon Advanced Warfighter 2 de Tom Clancy ha vendido 1 millón de copias en la Xbox 360. También fue nombrado Game of the Month por Game Informer para mayo de 2007.

## Controversia
Al igual que Tom Clancy's Ghost Recon Advanced Warfighter, el juego fue nuevamente criticado por la opinión pública mexicana, ya que además de "colocar a México como un país peligroso y de ambiente negativo", el alcalde de Ciudad Juárez (donde se desarrolla la historia del juego) Héctor Murguía declaró su disconformidad declarando que el juego tiene tintes xenofóbicos, racistas, ególatras y de superioridad. Murguía también criticó el juego por intentar ahuyentar a los turistas para que no fueran a la ciudad. El gobernador de Chihuahua, José Reyes Baeza Terrazas, pidió a todas las autoridades que confiscaran el juego si se vendía en suelo mexicano.